# Mark J. Costa
Mark J. Costa, född 1966, är en amerikansk företagsledare som är styrelseordförande och vd för det multinationella kemiföretaget Eastman Chemical Company sedan 2014. Dessförinnan har han varit på andra lägre chefsbefattningar och var CMO (Chief Marketing Officer) och president för Eastman Chemical.
Den 8 februari 2016 blev Costa utsedd till ledamot i styrelsen för den mäktiga intresseorganisationen Business Roundtable.
Han avlade en kandidatexamen i nationalekonomi vid University of California at Berkeley och en master of business administration vid Harvard Business School.